# Campionat del món de ciclisme en pista de 1913
El Campionat Mundial de Ciclisme en Pista de 1913 es va celebrar a Leipzig i a Berlín (Imperi Alemany) del 23 al 31 d'agost de 1913.
Les competicions professionals es van realitzar a Leipzig del 23 al 24 d'agost, i les amateurs a Berlín del 28 al 31 d'agost. En total es va competir en 4 disciplines, 2 de professionals i 2 d'amateurs.

## Resultats

### Professional
| Prova                | Or                           | Argent                         | Bronze                               |
| Velocitat individual | Walter Rütt · Imperi Alemany | Thorvald Ellegaard · Dinamarca | André Perchicot · França             |
| Darrere moto         | Paul Guignard · França       | Jules Miquel · França          | Richard Scheuermann · Imperi Alemany |

### Amateur
| Prova                | Or                          | Argent                      | Bronze                         |
| Velocitat individual | William Bailey · Regne Unit | Harry Ryan · Regne Unit     | Christel Rode · Imperi Alemany |
| Darrere moto         | Leon Meredith · Regne Unit  | Alex Beyer · Imperi Alemany | Cor Blekemolen · Països Baixos |

## Medaller
| Pos. | País           | Or | Plata | Bronze | Total |
| 1    | Regne Unit     | 2  | 1     | 0      | 3     |
| 2    | Imperi Alemany | 1  | 1     | 2      | 4     |
| 3    | França         | 1  | 1     | 1      | 3     |
| 4    | Dinamarca      | 0  | 1     | 0      | 1     |
| 5    | Països Baixos  | 0  | 0     | 1      | 1     |